# Podgrad pri Vremah
Podgrad pri Vremah – wieś w Słowenii, w gminie Divača. W 2018 roku liczyła 21 mieszkańców.